# Brand (Vorarlberg)
Brand – gmina w Austrii, w kraju związkowym Vorarlberg, w powiecie Bludenz. Liczy 682 mieszkańców (1 stycznia 2015).